# Bolingbroke Castle

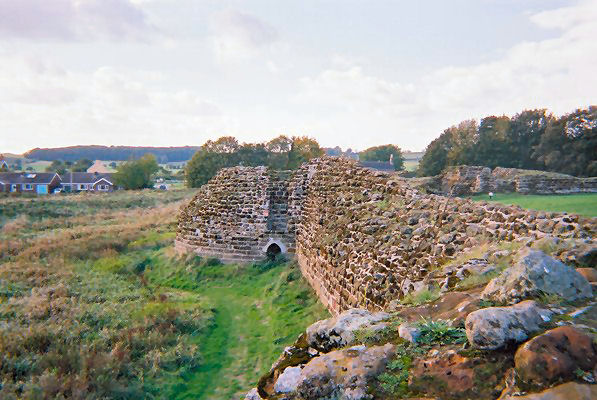
Bolingbroke Castle ligger numera i ruiner

Bolingbroke Castle, i Bolingbroke i Lincolnshire grundlades av Ranulf, earl av Chester 1220, och 1311 gick det över i Huset Lancasters ägo. Dess mest berömde ägare var Johan av Gent. Det förstördes delvis 1643 under det Engelska inbördeskriget och övergavs kort därefter. Den sista huvudbyggnaden rasade  1815 och numera ligger borgen i ruiner. Största delen av borgen var byggd av grön sten från Spilsby, liksom den näraliggande kyrkan. Den var ursprungligen omgärdad av en vallgrav. 
Borgen grävdes ut under 1960-talet och 1970-talet och är nu ett nationalmonument. Fram till 1995 underhölls det av English Heritage, då Heritage Lincolnshire tog över. Många av de lägre murarna kan fortfarande beskådas, liksom torngolven. Under sommaren används borgruinen för Shakespeareföreställningar. 
Henrik IV av England kallades Henrik Bolingbroke då detta var hans födelseplats, han föddes här 3 april 1367. Hans mor, Johan av Gents maka Blanche av Lancaster, dog i Bolingbroke Castle den 12 september 1369.